# あま市立宝小学校
あま市立宝小学校（あましりつ たからしょうがっこう）は、愛知県あま市にある公立小学校。

## 概要
- 校区は七宝町沖之島、七宝町遠島（大切戸、大切戸新田、折口、萱苅島、萱苅島海田、上江越、川南三反田、十三割、十四割、泉水、千之島、十坪、中藤江、七台、七反田、水落、南萱苅島、宮西、宮東、八幡島）であり、公立中学校の進学先はあま市立七宝北中学校である[1] [2]。
- 旧・海部郡七宝町の小学校である。校名は校区にほぼ該当する旧・宝村に因む。
- 元々は1936年に七宝尋常高等小学校（現・七宝小学校）が現在地に統合校舎を完成した際、七宝村北部の尋常科1・2年生のために、七宝村大字遠島字大切戸1478に設置された七宝尋常高等小学校北部分教場が前身である。

## 沿革
宝小学校は1974年に七宝町立七宝小学校遠島分校が独立し、開校した小学校である。七宝小学校遠島分校以前についてはあま市立七宝小学校#沿革を参照のこと。
- 1947年（昭和22年）4月1日 - 七宝国民学校北部分教場が七宝村立七宝小学校遠島分校に改称する。1・2年生が通学する。
- 1966年（昭和41年）4月1日 - 七宝村が町制施行し、七宝町となる。七宝村立七宝小学校遠島分校に改称する。
- 1969年（昭和44年）4月1日 - 七宝町立七宝小学校から独立し、七宝町立宝小学校として開校する。校地校舎は遠島分校の建物を使用せず、七宝小学校遠島分校の隣接地に校舎（鉄筋コンクリート造）を新築する。
- 2010年（平成22年）3月22日 - 七宝町、美和町、甚目寺町が合併し、あま市が発足。同時にあま市立宝小学校に改称する。

## 交通アクセス
- あま市巡回バス北部巡回ルート、南部巡回ルート「沖之島交差点北」バス停より徒歩約5分。

## 周辺施設
- 愛知県立美和高等学校
- あま市立七宝北中学校
- あま市立七宝中学校
- あま市立秋竹小学校
- あま市立七宝小学校
- あま市立美和東小学校
- 大治町立大治西小学校
- 大治町立大治小学校
- 大治町役場
- あま市七宝焼アートヴィレッジ
- フタムラ化学名古屋工場